# Laconico
Laconico (in greco antico: Λακωνικός?, Lakonikòs; III secolo a.C. – dopo il 192 a.C.) fu l'ultimo re di Sparta: regnò per poco tempo nel 192 a.C.

## Biografia
Nel 193 a.C., alla fine della cosiddetta guerra contro Nabide, le truppe romane guidate da Tito Quinzio Flaminino e quelle achee sconfissero il tiranno, e Sparta fu costretta alla resa. L'anno successivo, quando Flaminino aveva lasciato la Laconia per prepararsi alla Guerra contro Antioco III e lega etolica, Nabide tentò di impadronirsi di nuovo della città, ma fu assassinato a sorpresa da Alessameno, il comandante del battaglione di mille Etoli giunti in appoggio al tiranno.
Per tutta risposta, gli Spartani posero su un cavallo Laconico, un giovane spartano di sangue reale (anche se non è noto se fosse Agiade o Euripontide) che era cresciuto coi figli del tiranno e lo nominarono re sul posto, uccidendo poi Alessameno.
Filopemene, stratego della Lega achea, intervenne immediatamente, senza nemmeno l'avallo dei romani, conquistando e saccheggiando Sparta. Null'altro è noto di Laconico, nemmeno se fu ucciso in battaglia o se riuscì a riparare all'estero. Fu in ogni caso l'ultimo sovrano della storia di Sparta: nel 192 a.C. la città fu annessa alla Lega achea, mantenendo l'eforato ma perdendo definitivamente i re.